# Partenavia Oscar
Le Partenavia P.64B/P.66B Oscar est un avion léger monomoteur à aile haute à deux ou quatre places, conçu et produit en Italie par Partenavia pendant les années 1960 et 1970.

## Conception et développement

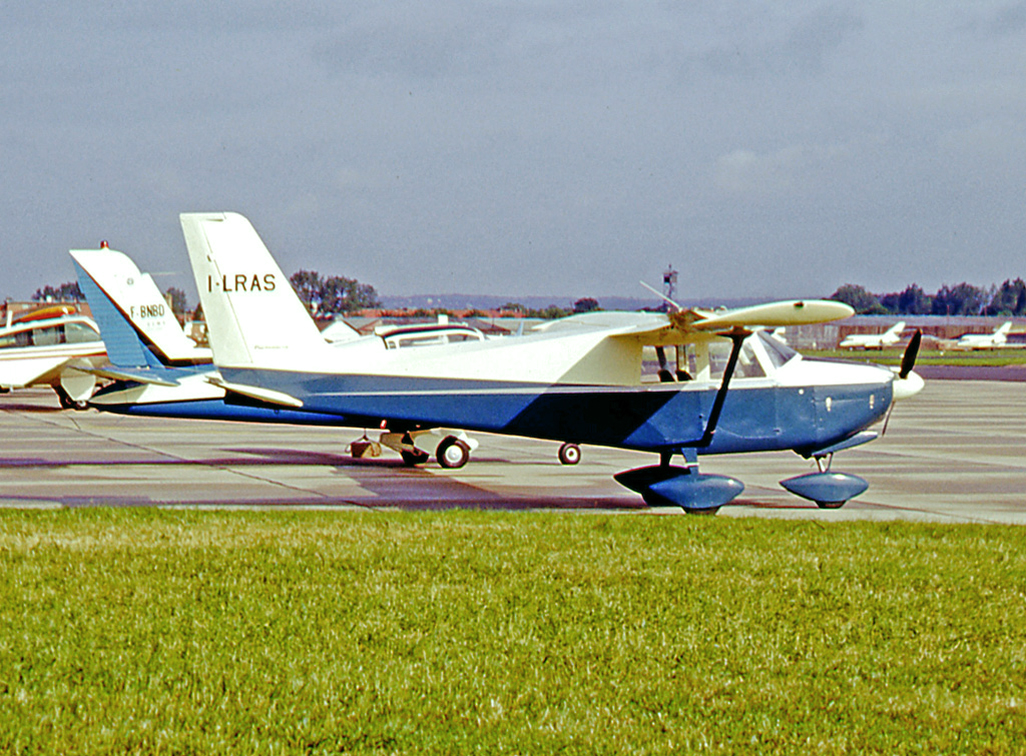
Le prototype de l'Oscar au Salon du Bourget de 1965.

Développé comme une version entièrement en métal du P.57 Fachiro du même constructeur, le prototype fut désigné « P.64 Fachiro III » et prit l'air pour la première fois le 2 avril 1965. Des améliorations furent apportées à la conception originale, essentiellement au niveau de l'arrière du fuselage afin de lui ajouter une fenêtre panoramique, et la nouvelle version fut désignée « P.64B Oscar B ». Aussi désignée « Oscar 180 », en raison de son moteur Lycoming O-360-A1A de 180 ch (132,4 kW), elle vola pour la première fois en 1967. Une version « Oscar 200 » fut également conçue, propulsée par un Lycoming O-360-A1B de 200 ch (147,1 kW). 21 exemplaires furent livrés à l'Afrique du Sud et assemblés par la société AFIC (Pty) Limited, alors vendus sous le nom de « AFIC RSA 200 Falcon ».
En janvier 1976, la compagnie fit voler une nouvelle version dédiée à la voltige aérienne, le « P.66C Charlie », dont 96 exemplaires furent produits, essentiellement pour l'Aero Club d'Italia.

## Versions
- P.64 Fachiro III : Prototype, produit à un exemplaire ;
- P.64B Oscar B : Version de production, recevant un fuselage arrière redessiné et un moteur Lycoming de 180 ch (132,4 kW). Elle fut produite à 64 exemplaires ;
- P.64B Oscar 180 : Désignation commerciale de l'Oscar B ;
- P.64B Oscar 200 : Version de l'Oscar B recevant un moteur de 200 ch (147,1 kW), produite à neuf exemplaires ;
- P.66B Oscar 100 : Version biplace propulsée par un moteur Lycoming de 100 ch (75 kW), produite à 80 exemplaires ;
- P.66B Oscar 150 : Version triplace propulsée par un Lycoming O-320 de 150 ch (112 kW), produite à 50 exemplaires ;
- P.66C Charlie : Version quadriplace de voltige du P.66B, propulsée par un Lycoming de 160 ch (119,3 kW), produite à 96 exemplaires ;
- P.66C Delta : P.66B recevant des modifications mineures, produit à un exemplaire ;
- P.66T Charlie : Version biplace d'entraînement du P.66C, produite à un exemplaire ;
- AFIC RSA 200 Falcon : Version sud-africaine du P.64, produite à 21 exemplaires.

## Utilisateurs
- Italie : Police nationale italienne[1] ;
- Afrique du Sud

## Spécifications techniques (P.66CCharlie)
Données de Jane's All The World's Aircraft 1982-83
Caractéristiques générales
- Équipage : 1 pilotes
- Capacité : 3 passagers
- Longueur : 7,24 m
- Envergure : 9,99 m
- Hauteur : 2,77 m
- Surface alaire : 13,40 m2
- Masse à vide : 600 kg
- Masse maximale au décollage : 990 kg
- Moteur : 1   moteur à pistons à 4 cylindres à plat refroidis par air Lycoming O-320 de 160 ch (119 kW)

 Performances 
- Vitesse maximale : 241 km/h
- Vitesse de croisière : 206 km/h à 2 745 m d'altitude, en « croisière économique » (65 % de puissance moteur)
- Distance franchissable : 975 km  à 2 745 m d'altitude, en « croisière économique » (65 % de puissance moteur)
- Plafond : 4 570 m (15 000 ft)
- Vitesse ascensionnelle : 288 m/min
- Charge alaire : 44,78 kg/m2
- Rapport poids-puissance : 3,75 kg/ch

### Magazines
- (en) Paul F. Hatch, « Air Forces of the World : Italian State Police (Polizia di Stato) », Air Pictorial, vol. 47, no 6,‎ juin 1985.